# Hugo Casaer
Hugo Casaer is een voormalig Belgisch politicus voor de CD&V.

## Levensloop
Hij was werkzaam op het financiële departement van de Europese Commissie, alwaar hij mede de begroting uitwerkte. Later in zijn carrière verzorgde hij er de buitenlandse betrekkingen.
Hij is burgemeester geweest te Beersel van 1986 tot 2012. In deze functie volgde hij Hubert Meerts op. Voordien was Casaer reeds actief als gemeenteraadslid. (aanvankelijk te Alsemberg, voor de fusie der gemeenten). Hij was 26 jaar burgemeester en 40 jaar actief als raadslid. In 2011 bekleedde hij 14 functies, waarvan 10 bezoldigde. Tijdens de viering van zijn 25-jarig burgemeesterschap ontving hij de titel van ridder in de Leopoldsorde uit handen van Vlaams-Brabants gouverneur Lodewijk De Witte.
Casaer gaf in 2012 aan te willen stoppen, hij was de langst zetelende Belgische burgemeester. Hij stelde zich bij de gemeenteraadsverkiezingen van 2012 niet opnieuw kandidaat. Hij werd opgevolgd door partijgenoot Hugo Vandaele. Op diens verzoek verkreeg Casaer de titel van ereburgemeester in december 2012. Tevens mocht hij dat jaar de Lambic Award in ontvangst nemen van de Hoge Raad voor Ambachtelijke Lambiekbieren (HORAL).